# پنی کاراگکنی
پنی کاراگکنی (انگلیسی: Peny Karagkouni؛ زادهٔ ۷ ژانویهٔ ۱۹۹۳) بازیکن والیبال، و بازیکن والیبال ساحلی اهل یونان است.